# 百瀨武昭
百瀨武昭（日语：百瀬 武昭，1970年11月18日—），日本漫畫家。

## 作品列表
- 風雲爆彈娘，原名《☆》（講談社《Magazine SPECIAL》1997年－1999年連載，全4冊）東立出版社
- 翼神世音，原名（原作：BONES／出渕裕（日语：出渕裕），小學館《月刊Sunday Gene-X》，全3冊）
- 魔法美少女，原名（講談社《月刊MagazineZ（日语：月刊マガジンZ）》2003年4月－2008年4月連載，全10冊）東立出版社
- 裸神溫泉鄉。（日语：かみせん。），原名《。》（富士見書房《月刊Dragon Age》2009年7月號－2011年10月號連載，全5冊）台灣角川
- 偽物天使（講談社《月刊Young Magazine（日语：月刊ヤングマガジン）》2010年－2011年，全2冊）
- 忍者X秘技！（日语：まとめ×さいと!）（富士見書房《月刊Dragon Age》2012年－連載中，已發行2冊／截至2014年2月）

## 外部連結
- TAKEAKI MOMOSE WEB （页面存档备份，存于） （日語）－百瀨武昭的官方個人網站。